# Candela per kvadratmeter
Candela per kvadratmeter (cd/m2) är SI-enheten för luminans. Ett föråldrat och icke-rekommenderat namn för enheten är nit.
De flesta konsumentskrivbords flytande kristallskärm har en luminans på 200–300 cd/m2; sRGB specifikationen för monitorer har en målsättning på 80 cd/m2. HDTV området är på 450 till cirka 1000 cd/m2.

## Nit
Ett föråldrat och icke-rekommenderat namn för enheten är nit (1 nit = 1 nt = 1 cd/m2). Denna alternativa beteckning avråds från av Internationella elektrotekniska kommissionen.
Nit tros komma från latin nitere, som betyder skina.